# Йохан I фон Хоя
Йохан I фон Хоя (на немски: Johann I von Hoya; на латински: Johannes de Hoye; * 1355; † 12 май 1424, Хилдесхайм) е княжески епископ на Падерборн (1394 – 1399) и Хилдесхайм (1399 – 1424).

## Произход
Той е най-малкият син на граф Йохан II фон Хоя (1319 – 1377) и съпругата му Хелене фон Саксония-Лауенбург, дъщеря на херцог Ерих I фон Саксония-Лауенбург от род Аскани. Неговите братя са Ерих I, от 1377 до 1426 г. граф на Хоя, и Ото, епископ на Мюнстер (1392 – 1424) и администратор на Оснабрюк (1410 – 1424).